# Nijmeegse Vierdaagse 2016

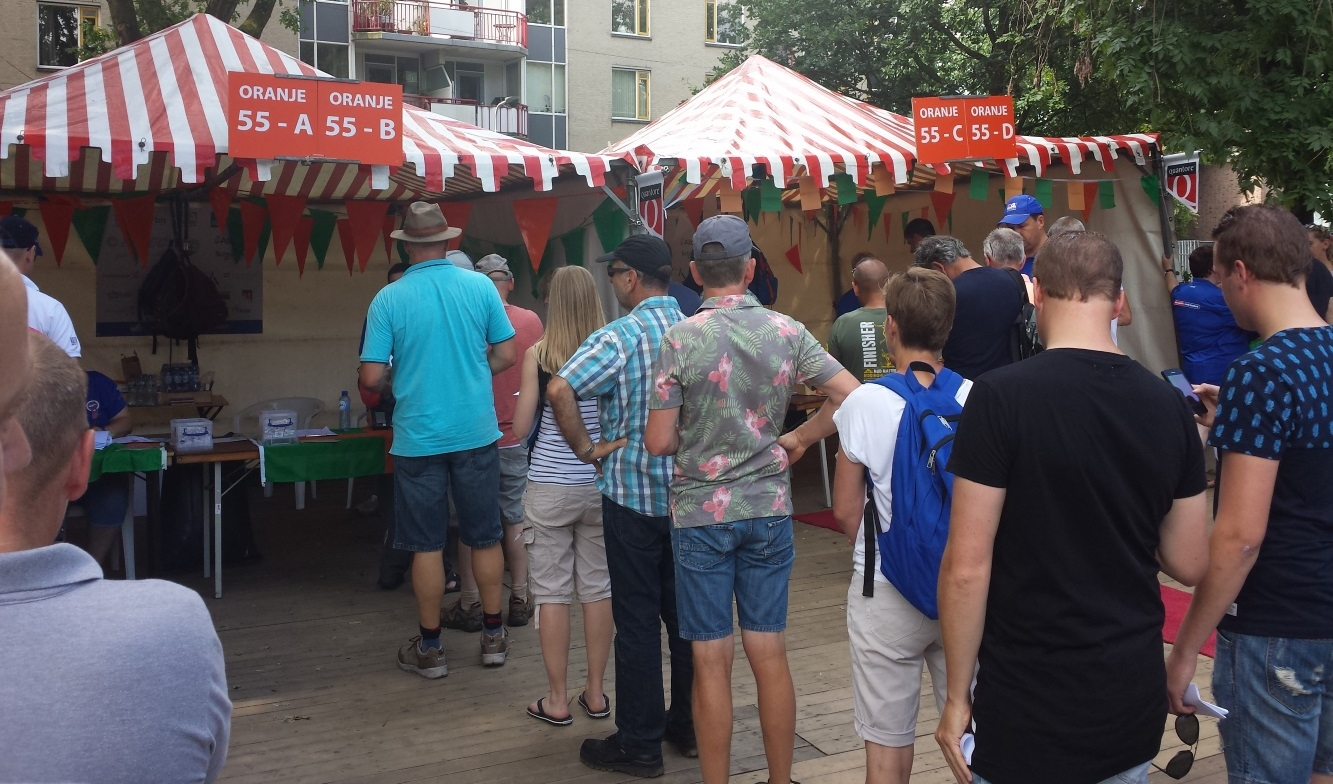
Lopers van de 55km halen hun startbewijs op.

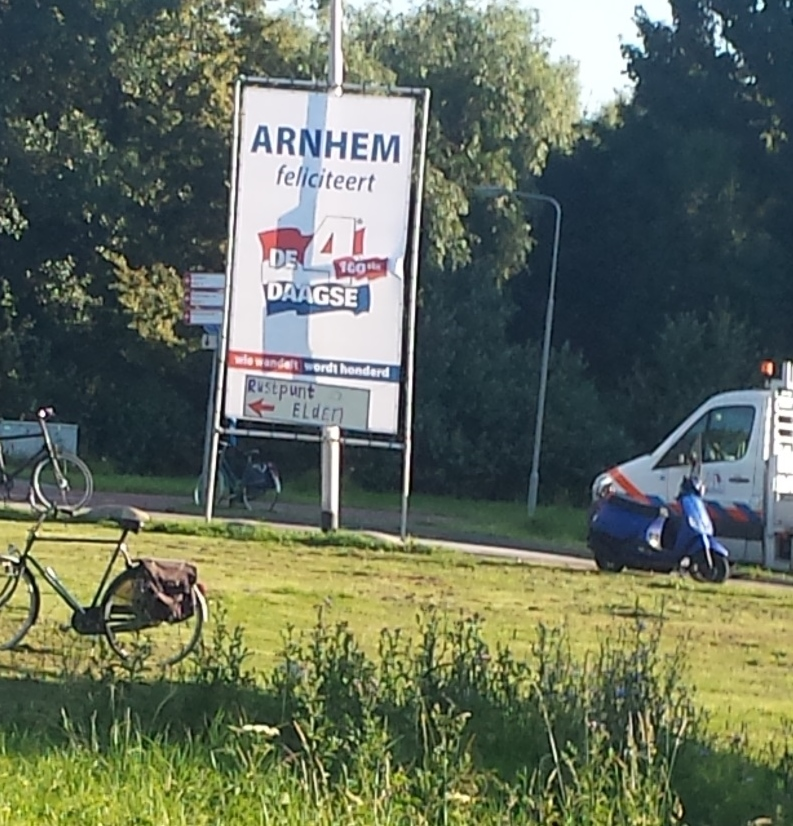
Tijdens de 100e Vierdaagse van Nijmegen stonden uitingen als deze bij alle doorkomstplaatsen langs de route.

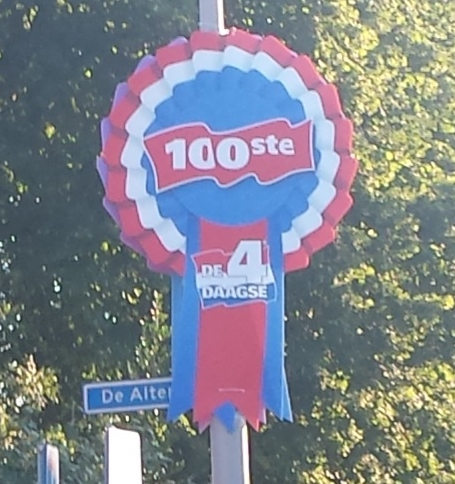
Langs de route hingen overal rosetten als deze om de jubileumeditie een feestelijk tintje te geven.

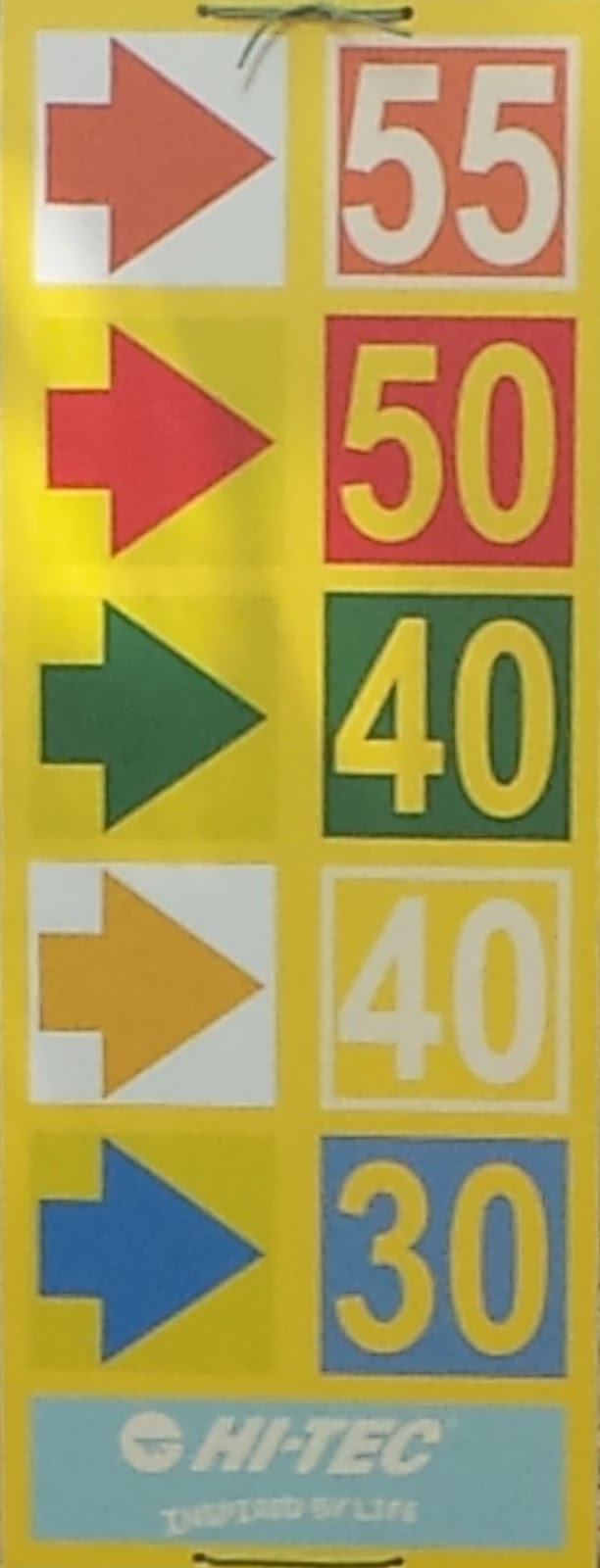
De jubileumafstand van 55km op een pijlbord.

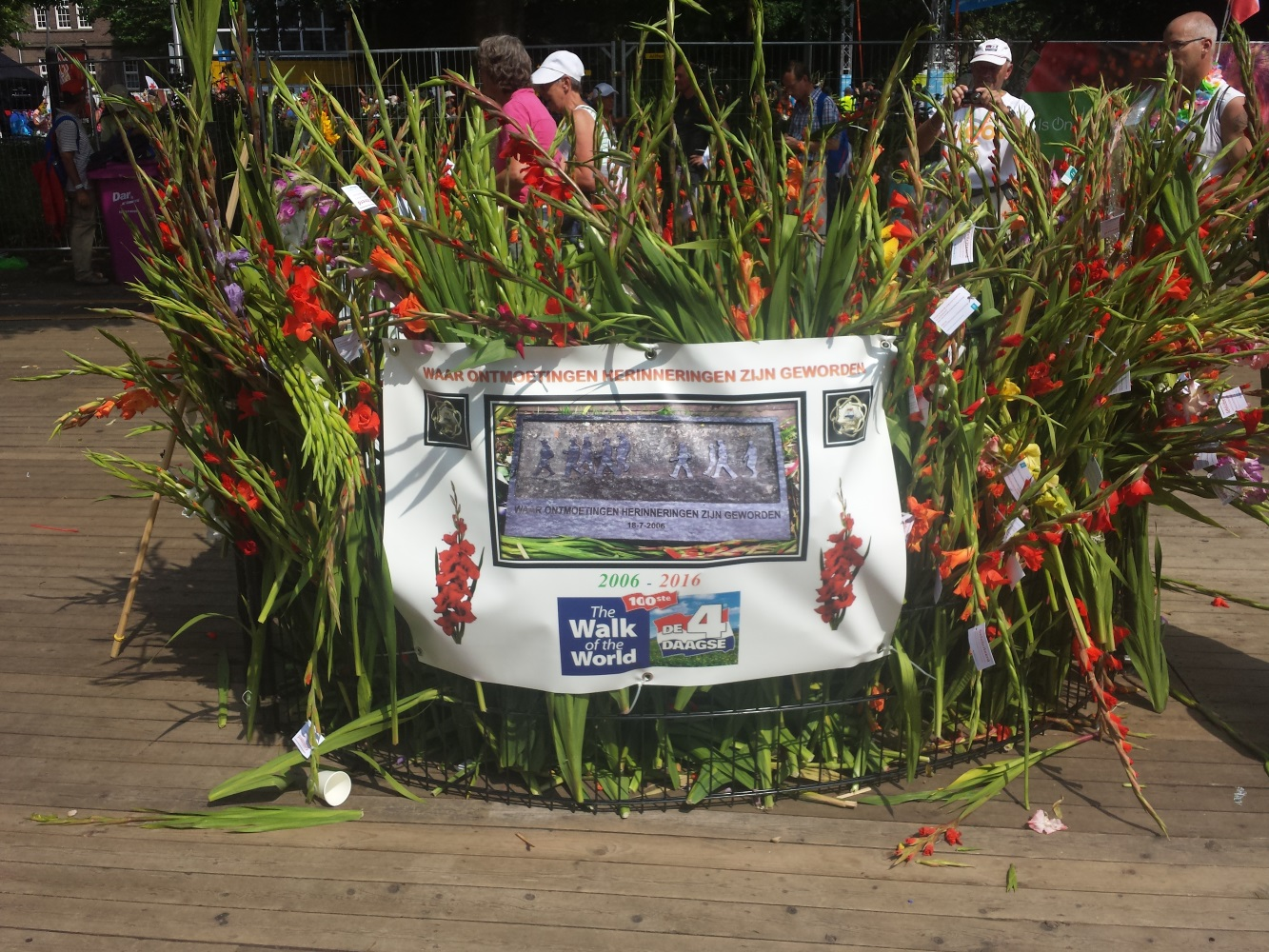
Eerbetoon aan de overleden wandelaars bij de Vierdaagse van 2006.

De 100e editie van de Nijmeegse Vierdaagse ging van start gegaan op dinsdag 19 juli 2016 en eindigde op vrijdag 22 juli.
Het maximumaantal deelnemers was dit jaar eenmalig verhoogd naar 50.000.

## Extra route
Vanwege de jubileumeditie werd eenmalig de loopafstand van 55 kilometer, die tot 1966 gold als reglementaire afstand voor het vierdaagsekruis (voor mannen van 19 tot en met 49 jaar), in ere hersteld. Deze afstand was optioneel.

## Barometer
| Inschrijvingen                   | 50.000 |
| Inschrijvingen per 1 juli        | 48.986 |
| Aangemeld op zondag en maandag   | 47.166 |
| 1e dag niet gestart/ uitgevallen | 1.206  |
| 1e dag uitgelopen                | 45.960 |
| 2e dag niet gestart/ uitgevallen | 2.050  |
| 2e dag uitgelopen                | 43.910 |
| 3e dag niet gestart/ uitgevallen | 914    |
| 3e dag uitgelopen                | 42.996 |
| 4e dag niet gestart/ uitgevallen | 439    |
| Vierdaagse uitgelopen            | 42.557 |

## Programma
Tijdens deze honderdste editie was eenmalig de afstand van 55 kilometer aan het programma toegevoegd. Deze route was gebaseerd op de route van de 50 kilometer met uitbreidingen. Vooral op de dag van Wijchen week de route sterk af, doordat de route die dag door Druten liep. Druten ligt ver van de bestaande routes, maar dankzij de lobby van de Drutenaren werd de route toch door hun dorp geleid. Ook op de laatste wandeldag week de route wat sterker af om door Mill te kunnen lopen.

### Dag van Elst
Op de eerste wandeldag van deze honderdste editie was het zeer warm, met temperaturen in de middag van rond de 30 graden. In Oosterhout en op de Oosterhoutsedijk werden veel mensen bevangen door de hitte. Een radioverslaggever van Omroep Gelderland legde zelfs zijn microfoon neer om ook hulp te verlenen toen de hulpdiensten het niet meer konden bolwerken. De organisatie besloot de eindtijd deze dag met een half uur te verlengen.
| Plaatsen van de Dag van Elst Met afstanden naar de plaats in km | Plaatsen van de Dag van Elst Met afstanden naar de plaats in km | Plaatsen van de Dag van Elst Met afstanden naar de plaats in km | Plaatsen van de Dag van Elst Met afstanden naar de plaats in km | Plaatsen van de Dag van Elst Met afstanden naar de plaats in km | Plaatsen van de Dag van Elst Met afstanden naar de plaats in km |
| Plaats                                                          | 30 km                                                           | 40 km                                                           | 40 km                                                           | 50 km                                                           | 55 km                                                           |
| Plaats                                                          | 30 km                                                           | Civiel                                                          | Militair                                                        | 50 km                                                           | 55 km                                                           |
| --------------------------------------------------------------- | --------------------------------------------------------------- | --------------------------------------------------------------- | --------------------------------------------------------------- | --------------------------------------------------------------- | --------------------------------------------------------------- |
| Lent (1e doorkomst)                                             | 4                                                               | 4                                                               | 9                                                               | 4                                                               | 4                                                               |
| Bemmel                                                          | -                                                               | 9                                                               | 14                                                              | 9                                                               | 9                                                               |
| Huissen                                                         | -                                                               | -                                                               | -                                                               | 21                                                              | 21                                                              |
| Arnhem (Elden)                                                  | -                                                               | -                                                               | -                                                               | 29                                                              | 29                                                              |
| Elst                                                            | 14                                                              | 21                                                              | 20                                                              | 35                                                              | 35                                                              |
| Valburg                                                         | 18                                                              | 25                                                              | 24                                                              | 39                                                              | 42                                                              |
| Slijk-Ewijk                                                     | 23                                                              | 30                                                              | 29                                                              | 44                                                              | 46                                                              |
| Oosterhout                                                      | 26                                                              | 33                                                              | 32                                                              | 47                                                              | 49                                                              |
| Lent (2e doorkomst)                                             | 31                                                              | 38                                                              | 37                                                              | 52                                                              | 53                                                              |
| Nijmegen (Wedren)                                               | 32,4                                                            | 39,6                                                            | 39                                                              | 52,4                                                            | 55,1                                                            |
| Heumensoord                                                     | -                                                               | -                                                               | 43,4                                                            | -                                                               | -                                                               |

### Dag van Wijchen/Roze Woensdag
De dag van Wijchen werd dit jaar ook wel de dag van Druten genoemd voor de 55-kilometerlopers. Het beloofde de heetste dag van het jaar te worden en het RIVM had het Nationaal Hitteplan afgekondigd waarbij het advies werd gegeven om in de schaduw te blijven en niet te hard in te spannen. De lopers van de 30 en 40 kilometer en de lopers van de militaire 40 kilometer mochten deze dag een half uur eerder van start om de minder lang in de hitte te moeten lopen. Gek genoeg mochten de lopers van de langste afstanden, 50 km en 55 km, niet eerder van start. Net als op de dag van Elst werd de eindtijd met een half uur verlengd.
| Plaatsen van de Dag van Wijchen Met afstanden naar de plaats in km | Plaatsen van de Dag van Wijchen Met afstanden naar de plaats in km | Plaatsen van de Dag van Wijchen Met afstanden naar de plaats in km | Plaatsen van de Dag van Wijchen Met afstanden naar de plaats in km | Plaatsen van de Dag van Wijchen Met afstanden naar de plaats in km | Plaatsen van de Dag van Wijchen Met afstanden naar de plaats in km |
| Plaats                                                             | 30 km                                                              | 40 km                                                              | 40 km                                                              | 50 km                                                              | 55 km                                                              |
| Plaats                                                             | 30 km                                                              | Civiel                                                             | Militair                                                           | 50 km                                                              | 55 km                                                              |
| ------------------------------------------------------------------ | ------------------------------------------------------------------ | ------------------------------------------------------------------ | ------------------------------------------------------------------ | ------------------------------------------------------------------ | ------------------------------------------------------------------ |
| Alverna                                                            | 13                                                                 | 13                                                                 | 11                                                                 | 13                                                                 | 13                                                                 |
| Balgoij                                                            | -                                                                  | -                                                                  | -                                                                  | 19                                                                 | -                                                                  |
| Niftrik                                                            | -                                                                  | -                                                                  | -                                                                  | 26                                                                 | -                                                                  |
| Wijchen                                                            | 14                                                                 | 22                                                                 | 16                                                                 | 31                                                                 | 17                                                                 |
| Woezik                                                             | 16                                                                 | 24                                                                 | 18                                                                 | 33                                                                 | -                                                                  |
| Leur                                                               | -                                                                  | -                                                                  | -                                                                  | -                                                                  | 20                                                                 |
| Hernen                                                             | -                                                                  | -                                                                  | -                                                                  | -                                                                  | 23                                                                 |
| Bergharen                                                          | -                                                                  | -                                                                  | -                                                                  | -                                                                  | 25                                                                 |
| Molenhoek                                                          | -                                                                  | -                                                                  | -                                                                  | -                                                                  | 29                                                                 |
| Druten                                                             | -                                                                  | -                                                                  | -                                                                  | -                                                                  | 33                                                                 |
| Afferden                                                           | -                                                                  | -                                                                  | -                                                                  | -                                                                  | 36                                                                 |
| Ewijk                                                              | -                                                                  | -                                                                  | -                                                                  | -                                                                  | 45                                                                 |
| Beuningen                                                          | 21                                                                 | 29                                                                 | 23                                                                 | 38                                                                 | 49                                                                 |
| Weurt                                                              | 27                                                                 | 33                                                                 | 25                                                                 | 42                                                                 | 53                                                                 |
| Nijmegen (Wedren)                                                  | 33,3                                                               | 39,2                                                               | 30                                                                 | 48,3                                                               | 57,2                                                               |
| Heumensoord                                                        | -                                                                  | -                                                                  | 37,2                                                               | -                                                                  | -                                                                  |

### Dag van Groesbeek
De dag van Groesbeek was niet zo heet als de dag ervoor, maar koel was het allerminst. Het weer was minder van invloed op de prestaties van de deelnemers aan de Vierdaagse.
| Plaatsen van de Dag van Groesbeek Met afstanden naar de plaats in km | Plaatsen van de Dag van Groesbeek Met afstanden naar de plaats in km | Plaatsen van de Dag van Groesbeek Met afstanden naar de plaats in km | Plaatsen van de Dag van Groesbeek Met afstanden naar de plaats in km | Plaatsen van de Dag van Groesbeek Met afstanden naar de plaats in km | Plaatsen van de Dag van Groesbeek Met afstanden naar de plaats in km |
| Plaats                                                               | 30 km                                                                | 40 km                                                                | 40 km                                                                | 50 km                                                                | 55 km                                                                |
| Plaats                                                               | 30 km                                                                | Civiel                                                               | Militair                                                             | 50 km                                                                | 55 km                                                                |
| -------------------------------------------------------------------- | -------------------------------------------------------------------- | -------------------------------------------------------------------- | -------------------------------------------------------------------- | -------------------------------------------------------------------- | -------------------------------------------------------------------- |
| Malden                                                               | 10                                                                   | 10                                                                   | 9                                                                    | 10                                                                   | 10                                                                   |
| Molenhoek                                                            | 13                                                                   | 13                                                                   | 12                                                                   | 13                                                                   | 13                                                                   |
| Mook                                                                 | 14                                                                   | 14                                                                   | 13                                                                   | 14                                                                   | 14                                                                   |
| Middelaar                                                            | -                                                                    | 18                                                                   | 17                                                                   | 18                                                                   | 18                                                                   |
| Plasmolen                                                            | -                                                                    | 19                                                                   | 18                                                                   | 19                                                                   | 19                                                                   |
| Milsbeek                                                             | -                                                                    | 21                                                                   | 20                                                                   | 21                                                                   | 21                                                                   |
| Gennep                                                               | -                                                                    | -                                                                    | -                                                                    | 26                                                                   | 26                                                                   |
| Ottersum                                                             | -                                                                    | -                                                                    | -                                                                    | 28                                                                   | 28                                                                   |
| Ven-Zelderheide                                                      | -                                                                    | -                                                                    | -                                                                    | -                                                                    | 32                                                                   |
| Breedeweg                                                            | -                                                                    | 26                                                                   | 25                                                                   | 39                                                                   | 42                                                                   |
| Groesbeek                                                            | 20                                                                   | 29                                                                   | 28                                                                   | 41                                                                   | 44                                                                   |
| Berg en Dal                                                          | 25                                                                   | 34                                                                   | 33                                                                   | 47                                                                   | 50                                                                   |
| Nijmegen (Wedren)                                                    | 30,4                                                                 | 39,2                                                                 | -                                                                    | 50,9                                                                 | 54,3                                                                 |
| Heumensoord                                                          | -                                                                    | -                                                                    | 39,2                                                                 | -                                                                    | -                                                                    |

### Dag van Cuijk
De slotdag van deze honderdste editie begon met regenachtig weer. In de ochtenduren barstte er een onweersbui los boven het parcours. Tegen het einde van de ochtend klaarde het op en tegen de tijd dat de meeste wandelaars bij de Via Gladiola aankwamen, was het weer een warme dag.
| Plaatsen van de Dag van Cuijk Met afstanden naar de plaats in km | Plaatsen van de Dag van Cuijk Met afstanden naar de plaats in km | Plaatsen van de Dag van Cuijk Met afstanden naar de plaats in km | Plaatsen van de Dag van Cuijk Met afstanden naar de plaats in km | Plaatsen van de Dag van Cuijk Met afstanden naar de plaats in km | Plaatsen van de Dag van Cuijk Met afstanden naar de plaats in km |
| Plaats                                                           | 30 km                                                            | 40 km                                                            | 40 km                                                            | 50 km                                                            | 55 km                                                            |
| Plaats                                                           | 30 km                                                            | Civiel                                                           | Militair                                                         | 50 km                                                            | 55 km                                                            |
| ---------------------------------------------------------------- | ---------------------------------------------------------------- | ---------------------------------------------------------------- | ---------------------------------------------------------------- | ---------------------------------------------------------------- | ---------------------------------------------------------------- |
| Overasselt                                                       | 14                                                               | 14                                                               | -                                                                | 14                                                               | -                                                                |
| Heumen                                                           | 20                                                               | -                                                                | -                                                                | -                                                                | -                                                                |
| Linden                                                           | -                                                                | 20                                                               | -                                                                | -                                                                | -                                                                |
| Nederasselt                                                      | -                                                                | -                                                                | 14                                                               | 18                                                               | 17                                                               |
| Grave                                                            | -                                                                | -                                                                | 17                                                               | 21                                                               | 20                                                               |
| Gassel                                                           | -                                                                | -                                                                | 21                                                               | 25                                                               | -                                                                |
| Beers                                                            | -                                                                | 24                                                               | 26                                                               | 30                                                               | -                                                                |
| Escharen                                                         | -                                                                | -                                                                | -                                                                | -                                                                | 22                                                               |
| Mill                                                             | -                                                                | -                                                                | -                                                                | -                                                                | 31                                                               |
| Vianen                                                           | -                                                                | -                                                                | -                                                                | 33                                                               | 38                                                               |
| Cuijk                                                            | -                                                                | 27                                                               | 29                                                               | 35                                                               | 40                                                               |
| Mook                                                             | -                                                                | 31                                                               | 33                                                               | 39                                                               | 44                                                               |
| Molenhoek                                                        | -                                                                | 33                                                               | 35                                                               | 41                                                               | 45                                                               |
| Malden                                                           | 23                                                               | 35                                                               | 37                                                               | 43                                                               | 48                                                               |
| Nijmegen (Wedren)                                                | 30,0                                                             | 42,4                                                             | 46,0                                                             | 50,2                                                             | 56,3                                                             |
| Heumensoord                                                      | -                                                                | -                                                                | -*                                                               | -                                                                | -                                                                |

* De militairen worden vlak na de Wedren door bussen terug gebracht naar Kamp Heumensoord.